# (4158) Santini
Pour les articles homonymes, voir Santini.
(4158) Santini est un astéroïde de la ceinture principale.

## Description
(4158) Santini est un astéroïde de la ceinture principale. Il fut découvert le 28 janvier 1989 à Bologne par l'observatoire San Vittore. Il présente une orbite caractérisée par un demi-grand axe de 3,40 UA, une excentricité de 0,02 et une inclinaison de 6,2° par rapport à l'écliptique.

## Compléments